# 3-толуїдин
3-толуїдин (мета-толуїдин) ― органічна сполука з класу ароматичних амінів, один з трьох ізомерів толуїдинів. За стандартних умов є безбарвною або жовтуватою рідиною, що набуває каштанового кольору на світлі чи повітрі.

## Отримання
3-толуїдин можна отримати нітруванням толуену з подальшим відновленням. Але, оскільки метильна група є орто- і пара-орієнтуючою, при нітруванні 2-, 3- та 4-нітротолуени утворюються у відношенні 15:1:9, тобто частка  3-нітротлуену, з якого синтезується 3-толуїдин, становить лише 1/25 з усіх утворених ізомерів.
{\displaystyle {\ce {C6H5CH3 + HNO3 ->[H_2SO_4]C6H4NO2CH3 + H2O}}}
{\displaystyle {\ce {C6H4NO2CH3 + 3H2 -> C6HH4NH2CH3 + 2H2O}}}
Також, 3-толуїдин отримують амінуванням 3-крезолу:
{\displaystyle {\ce {C6H4CH3OH + NH3 -> C6H4CH3NH2 + H2O}}}

## Хімічні властивості
Толуїдин є основою: утворює солі з сильними кислотами, алкілюється, але основні властивості слабші, ніж в аніліну. Вступає в реакції електрофільного ароматичного заміщення.

## Використання
3-толуїдин використовується для синтезу азобарвників, а також триарилметанових барвників. Метилювання дає N,N-диметил-3-толуїдин, що використовується як прикорювач у виробництві епоксидних смол.